# فورت هود

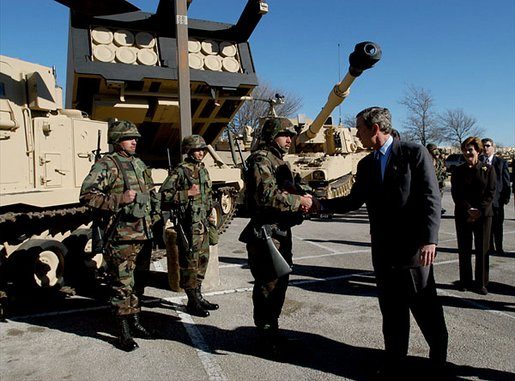
جورج بوش يلتقي جندي من الجيش الأميركي خلال زيارة إلى قاعدة فورت هود. (2003)

فورت هود (بالإنجليزية: Fort Hood)‏ هي قاعدة عسكرية أمريكية تقع في ولاية تكساس. تعتبر هذه القاعدة المقامة على مساحة 878 كم2 القاعدة الأمريكية الأكبر في العالم. أنشئت القاعدة عام 1942 بغرض اختبار المدافع المتحركة المضادة للدبابات عن طريق تجربة إطلاقها على عربات نصف مجنزرة كان الجيش الأمريكي يقوم بتطويرها لمواجهة الجيش الألماني. سميت القاعدة على اسم الجنرال الأمريكي جون بيل هود الذي قاد كتيبة من تكساس خلال الحرب الأهلية الأمريكية.

## أعلام
- ميخائيل هانكوك
- بلير بوش
- كارل يوجين واتس
- كارلتون دبليو. ريفيس
- جيمس رايت